# В поисках приключений
«В поисках приключений» (англ. The Quest) — фильм о боевых искусствах с Жан-Клодом Ван Даммом в главной роли, ставший его режиссёрским дебютом. Авторами сюжета являются Фрэнк Дюкс и Ван Дамм, а сценарий написали Стивен Клейн и Пол Моунс при доработке Шелдона Леттича.
Действие фильма происходит в 1925 году на окраинах Нью-Йорка, в южных морях и Гималаях.

## Сюжет
Пожилой посетитель кафе в одиночку расправляется с шайкой хулиганов. Потрясённый хозяин спрашивает, как ему это удалось. Воспоминания уносят старика в далёкое прошлое.
Глава тибетского Затерянного Города рассылает приглашения на участие в турнире «Ганг-генг» сильнейшим бойцам разных стран. Монахи отливают огромного Золотого Дракона — приз победителю.
Кристофер Дюбуа (Жан-Клод Ван Дамм) — глава шайки бедных подростков. Ему удаётся украсть деньги у гангстеров, но те наносят удар по их базе, после чего полиция начинает преследовать Дюбуа. Он прячется в порту и проваливается в трюм судна, которое неожиданно выходит в плавание. Команда обнаруживает «зайца» и превращает его в раба. Вскоре они решают избавиться от него совсем, но их судно берёт на абордаж корабль англичанина Эдгара Доббса. В бою Доббс и Дюбуа взаимно спасают друг другу жизни. Прохиндей Доббс обещает Дюбуа вернуть его домой, но вместо этого продаёт его в рабство на остров близ Сиама, контролируемый старым учителем боевого искусства муай-тай и его последователями.
Дюбуа исполняет чёрную работу, но однажды он заступается за одного из учеников, побеждает его обидчиков и обращает на себя внимание учителя. Через полгода Доббс и его подручный Гарри Смит встречают журналистку Кэрри Ньютон. Чтобы блеснуть перед девушкой, Доббс отводит её на состязание по муай-тай, на котором они встречают Дюбуа. Доббс выкупает Дюбуа с целью использовать его на турнире «Ган-генг». Они берутся сопровождать американского боксёра Макси Девайна, приглашённого на турнир. В пути они встречают старого учителя с учеником, обвиняющего Дюбуа в предательстве, и могучего монгольского бойца, который в ссоре побеждает Девайна. Американец разгадывает замысел Доббса и вызывает Дюбуа на бой, и, потерпев поражение, отдаёт свой пропуск Дюбуа, считая его более достойным для того, чтобы представлять родину. Бойцы прибывают в Затерянный город, судья соглашается с заменой, но заявляет, что если Дюбуа окажется недостойным, то Девайн навеки останется в Затерянном городе.
Начинаются бои. Испанец побеждает бойца из СССР; японский борец сумо побеждает бойца с Окинавы; бразильский капоэйрист побеждает французского саватиста; китайский кунфуист, используя «стиль змеи», побеждает корейца; сиамец побеждает африканца; турок расправляется с шотландцем; Дюбуа побеждает немца; монгол побеждает грека. В следующем туре Дюбуа побеждает испанца; турок буквально расшибается о массивное тело борца сумо; китаец, используя «стиль обезьяны», побеждает бразильца; монгол ломает позвоночник сиамцу (ученику бывшего учителя Дюбуа). В полуфинале монгол останавливает могучего борца сумо; Дюбуа укладывает китайца болевым приёмом, но бой прерван набатом: Доббс, угнав дирижабль немцев, пытается выкрасть Золотого Дракона. Монахи прибежавшие по тревоге прошивают дирижабль стрелами. Доббса приговаривают к смерти. Тот рассказывает Дюбуа свою биографию. Дюбуа просит судей отпустить Доббса в случае его победы, взамен они оставят приз у себя. Дюбуа с трудом побеждает монгола, монахи дарят ему медальон в виде Золотого Дракона. Герой возвращается на родину и помогает ребятам из своей шайки.

## В ролях
- Жан-Клод Ван Дамм — Кристофер Дюбуа
- Роджер Мур — лорд Эдгар Доббс, английский авантюрист
- Джеймс Ремар — Макси Дивайн, чемпион мира по боксу из США
- Джанет Ганн — журналистка Кэрри Ньютон
- Джек Макги — Гарри Смайт, компаньон лорда Доббса
- Аки Алеонг — Хао, учитель муай-тай
- Кристофер Ван Варенберг — юный Кристофер Дюбуа
- Абдель Кисси — Хан, боец из Монголии
- Джен Санг Отербридж — Фанг, боец из Сиама
- Сезар Карнейру — боец из Бразилии
- Стефанос Мильцакакис — боец из Греции
- Петер Малота[англ.] — боец из Испании
- Футахагуро Кодзи — боец из Японии
- Брик Бронски — боец из Советского Союза
- Луис Мэндилор — гангстер Ригги
- Шейн Майер — беспризорник Рэд
- Зеев Ревах — капитан турецкого судна

## Съёмочная группа
- Режиссёр — Жан-Клод Ван Дамм
- Авторы сюжета — Фрэнк Дюкс, Жан-Клод Ван Дамм
- Авторы сценария — Стивен Клейн, Пол Моунс
- Доработка сценария — Шелдон Леттич
- Продюсер — Моше Дайамант[англ.]
- Исполнительный продюсер — Питер Макдональд
- Ассоциированные продюсеры — Роберт Хэцки, Джек Фрост Сандерс, Юджин Ван Варенберг
- Линейный продюсер — Джейсон Кларк
- Оператор — Дэвид Гриббл[англ.]
- Композитор — Рэнди Эдельман
- Монтаж — Джон Ф. Линк, Уильям Дж. Мешовер
- Художник-постановщик — Стив Спенс
- Художник по костюмам — Джозеф А. Порро
- Постановщик трюков — Марк Стефанич

## История создания
Сюжет и сценарий фильма разрабатывался Фрэнком Дюксом и Жан-Клодом Ван Даммом в течение 4 лет. После выхода фильма Дюкс заявил, что Ван Дамм «украл» у него идею сценария, воспользовавшись его болезнью. Жан-Клод отрицает эти обвинения:
Я его придумал и четыре года разрабатывал. Сам был и режиссёром. Съёмки проходили в Нью-Йорке, Таиланде, Китае и на Тибете. Это исторический фильм, действие происходит в 1930 году, и понадобилось много сложных декораций. Работа шла так напряжённо, что по окончании фильма у меня было чувство, что мне не меньше 66-ти.
Все сцены боя очень яркие и являются самыми эффектными в фильме. К ним Жан-Клод, как сценарист и постановщик, отнёсся с большим вниманием. Каждому спортсмену и тренеру он придумал национальную спортивную форму и неповторимый стиль боя. На роль бразильского бойца был приглашён Сесар Карнейру (англ. Cesar Carneiro), который также принимал участие в съёмках фильма «Только сильнейшие». На роль японского — Кодзи Китао, более известный как 60-й ёкодзуна Футахагуро Кодзи.

## Премьеры
Даты приведены в соответствии с данными IMDb.
| - Турция — 19 апреля 1996 - США — 26 апреля 1996 - Филиппины — 12 июня 1996 - Австралия — 13 июня 1996 - Испания — 26 июня 1996 - Дания — 19 июля 1996 - Франция — 24 июля 1996 - Германия — 1 августа 1996 - Чехия — 15 августа 1996 | - Польша — 6 сентября 1996 - Португалия — 13 сентября 1996 - Нидерланды — 19 сентября 1996 - Великобритания — 20 сентября 1996 - Япония — 28 сентября 1996 - Республика Корея — 12 октября 1996 - Италия — ноябрь 1996 - Венгрия — 28 ноября 1996 - Эстония — 26 сентября 1997 |